# Lauf (Baden)

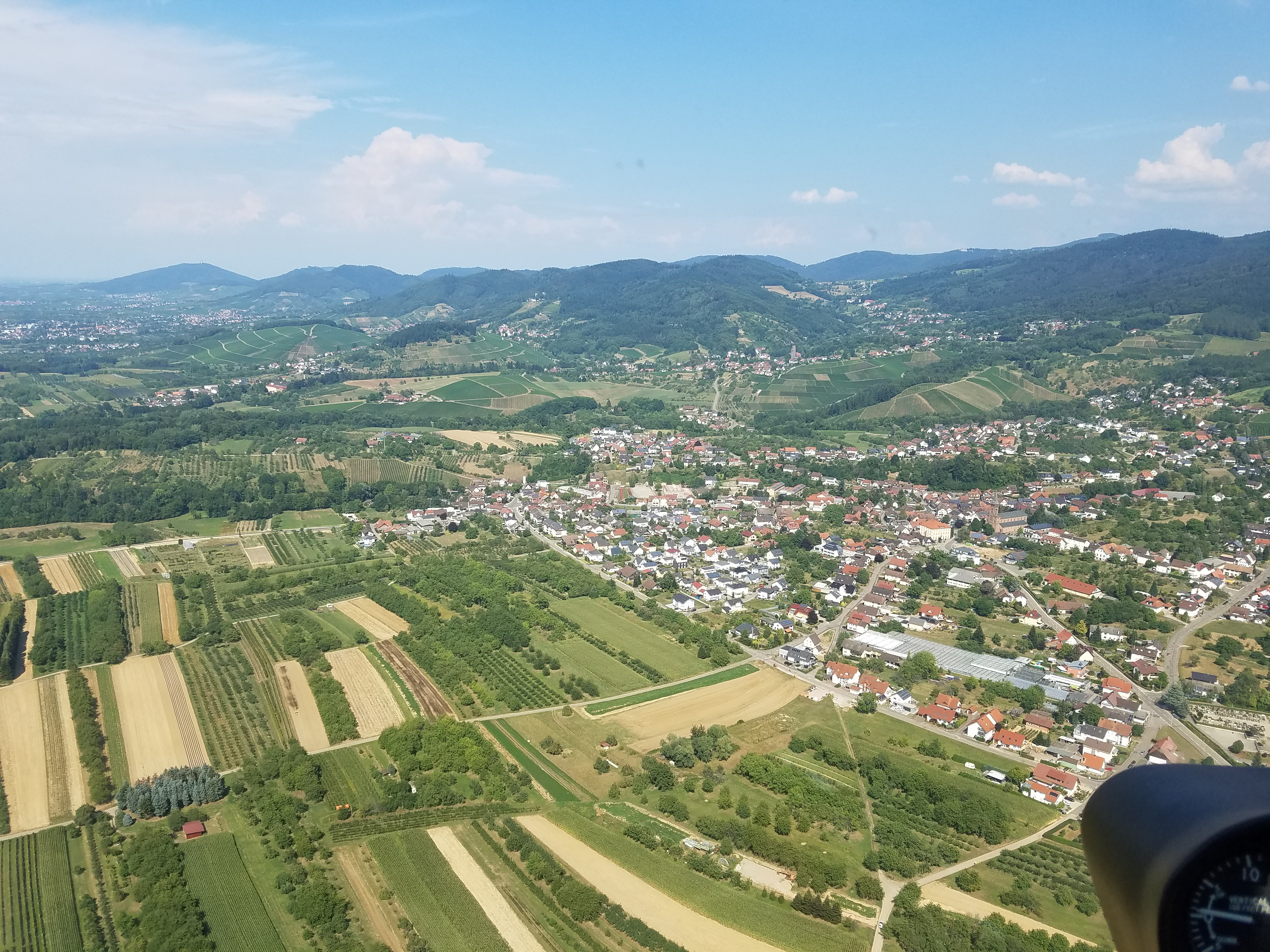
Luftaufnahme von Lauf (rechts im Bild)

Lauf ([laʊ̯f] ⓘ) ist eine Gemeinde im Ortenaukreis in Baden-Württemberg.

## Geografie

### Lage
Lauf liegt im Bereich des Naturparks Schwarzwald Mitte/Nord am Westhang des Schwarzwalds am Ausgang des Laufbachtals in die Oberrheinische Tiefebene in 200 bis 1010 Metern Höhe. Der Laufbach, der dem Ort seinen Namen gab, entspringt am Nordwesthang der Hornisgrinde.
Nahezu die Hälfte des Gemeindegebietes ist bewaldet. Im Laufbachtal und seinen Seitentälern ist ein Großteil der ursprünglichen pflanzlichen Artenfülle, darunter Blumenwiesen mit einigen  einheimischen Orchideenarten, erhalten geblieben.

### Gemeindegliederung
Zur Gemeinde Lauf gehören die inzwischen eine Siedlungseinheit bildenden Dörfer Lauf und Niederhofen, die Weiler Äckerle, Auf den Höfen (Untere und Obere Krafteneck), Gehrengraben-Rötel (mit Lauf zusammengewachsen), Holzhütte, Hornenberg, Kopfgarten, Lochwald, die Zinken Aspich, Au, Glashütte, Grimmes, Grobe (Groppenkopf), Grünwinkel, Haltenrain, Kammerhof, Lochhof, Matzenhöf, Mühlberg, Poppen, Bückele, Presteneck und Rieberhof, die Höfe Alsenhof, Aubach, Bruderhöfel, Junkerwald, Lautenbächle und Wendelbach und die Wohnplätze Hard und Schloßberg (Neuwindeck mit Schloßhof).

## Geschichte
Die erste urkundliche Erwähnung (als Löuffe) erfolgte im Jahre 1383. Der Ort gehörte zunächst zur kaiserlich-österreichischen Landvogtei Ortenau. Im Jahr 1787 gründete Abt Placidus Bacheberle aus dem Kloster Schuttern die Pfarrei, ließ ein Pfarrhaus errichten und setzte Klostergeistliche als Priester ein. Seit 1805 gehörte die Gemeinde zum Kurfürstentum Baden (ab 1806 Großherzogtum Baden), wo sie 1807 dem Amt Bühl zugeordnet wurde, aus dem 1939 der Landkreis Bühl wurde. Mit dessen Auflösung kam der Ort 1973 zum neugebildeten Ortenaukreis.
Der Laufer Schlosser und Wehrmachtssoldat Stefan Könninger äußerte sich im Januar 1944 defätistisch zur Kriegslage und wurde denunziert. Er wurde wegen Zersetzung der Wehrkraft vom Zentralgericht des Heeres zum Tode verurteilt und am 21. August 1944 in Berlin hingerichtet.

## Politik

### Gemeinderat
Die Kommunalwahl am 9. Juni 2024 brachte bei einer Wahlbeteiligung von 72,6 % folgendes Ergebnis:
| Partei/Liste      | 2024   | 2024   | 2019   | 2019   |
| Partei/Liste      | Anteil | Sitze  | Anteil | Sitze  |
| ----------------- | ------ | ------ | ------ | ------ |
| CDU               | 50,9 % | 7      | 41,3 % |        |
| Laufer Mitte      | 37,0 % | 5      | 33,3 % |        |
| Grüne             | 12,1 % | 2      | --     | --     |
| Freie Bürgerliste | --     | --     | 25,4 % |        |
| Wahlbeteiligung   | 72,6 % | 72,6 % | 61,1 % | 61,1 % |

### Bürgermeister
Bürgermeisterin ist seit dem 1. Oktober 2022 die parteilose Bettina Kist. Sie wurde am 10. Juli 2022 mit 53,8 Prozent der Stimmen gewählt. Ihr Vorgänger Oliver Rastetter (CDU) wurde 2006 erstmals zum Bürgermeister gewählt und 2014 im Amt bestätigt. Bei der Bürgermeisterwahl 2022 trat er nicht mehr an.

### Partnerschaft
Lauf unterhält mit der Stadt Xertigny in Frankreich eine Partnerschaft.

## Kultur und Sehenswürdigkeiten

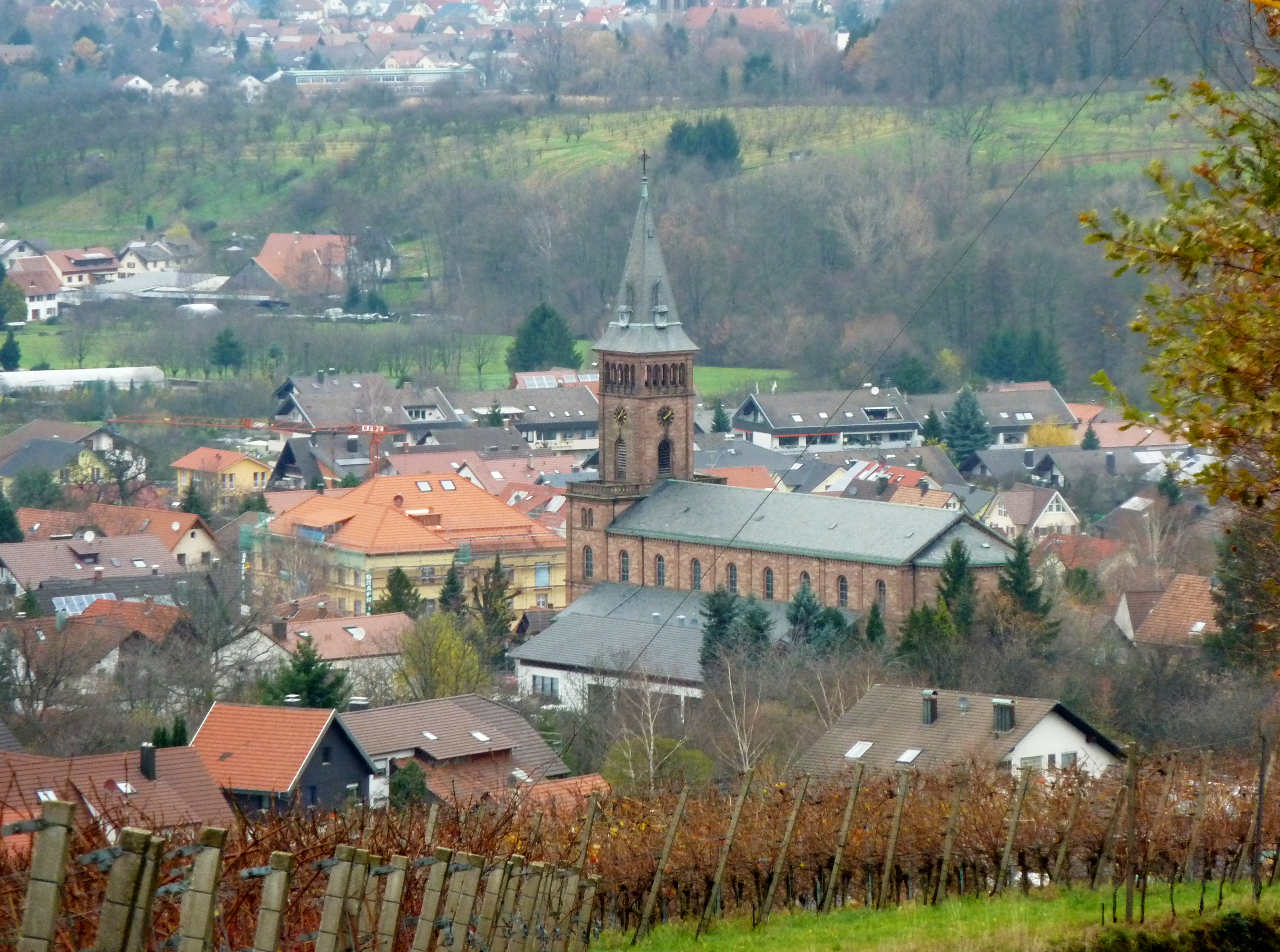
Pfarrkirche St. Leonhard

Seit 1648 ist der Name St. Leonhard mit der Gemeinde Lauf verbunden. Damals wurde die erste Dorfkirche in Lauf dem heiligen Leonhard geweiht, die heutige Pfarrkirche St. Leonhard wurde 1882/1884 erbaut. Der Abt Leonhard von Noblac wurde als großer Wohltäter und Helfer in Nöten und als Schutzpatron der Pferde und des Viehs verehrt. Die Pferdesegnung und der Leonhardusritt erinnern im November an Leonhard von Noblac.
Ein zum vorhandenen Pietà-Altar passender, die Ölbergszene nach dem Lukasevangelium darstellender Altar wurde 1915 durch die Werkstätte Gebrüder Moroder errichtet.

### Bauwerke
Die Burg Neu-Windeck wurde um 1300 erbaut und gilt als Wahrzeichen von Lauf. Die Burg befindet sich auf einer Anhöhe inmitten des Ortes.
Lauf als Weingemeinde besitzt eine Weintrotte aus dem 16. Jahrhundert, die in den 1970er Jahren entdeckt und renoviert wurde. Sie wiegt nahezu 15 t und befindet sich im Trotthaus.
Das barocke Schloss Aubach wurde um 1720/30 erbaut und im 19. Jahrhundert um einen neugotischen Anbau ergänzt.

### Sport- und Freizeitanlagen
Ein Startplatz für Gleitschirmflieger und Drachenflieger befindet sich auf dem Sodkopf am Fuße der Hornisgrinde. Lauf ist auch Ausgangspunkt einiger Mountainbiketouren, Rundwanderwege und Nordic-Walking-Routen.

## Wirtschaft und Infrastruktur

### Verkehr
Lauf besitzt über Landstraßen Anbindung an die B3 und B500. Die nächsten Bahnhöfe liegen in Achern und Bühl. Buslinien werden von SüdwestBus betrieben.
Durch das Gemeindegebiet verlaufen zwei Landes-Radfernwege: 
- Der Badische Weinradweg[9] führt von Grenzach-Wyhlen am Hochrhein nach Laudenbach im Norden Baden-Württembergs, dabei werden sieben der neun badischen Weinanbaugebiete untereinander verbunden. Die Route verläuft aus Oberachern und Obersasbach kommend nach Lauf und weiter über Ottersweier nach Bühl.
- Der Naturpark-Radweg Schwarzwald Mitte/Nord führt rund um selbigen Naturpark. Er verläuft auf dem identischen Weg durch das Gemeindegebiet wie der Badische Weinradweg.

### Justiz
Lauf gehört zum Bezirk des Amtsgerichts Achern.

### Bildung
In Lauf gibt es mit der Neuwindeck-Schule eine eigene Grundschule. Außerdem gibt es einen römisch-katholischen Kindergarten sowie eine römisch-katholische Kindertagesstätte. Bei letzterer Einrichtung befindet sich das Gebäude im Besitz der Gemeinde.

## Persönlichkeiten

### Söhne und Töchter der Gemeinde
- Leonhard R. Lang (1944–2017), Kunstmaler

### Ehrenbürger
- Dieter Thomas Heck (1937–2018), Moderator (seit dem 4. April 2009)